# Monreale
Monreale (sicilià Murriali) és un municipi italià, situat a la regió de Sicília i a la ciutat metropolitana de Palerm. L'any 2004 tenia 31.964 habitants. Limita amb els municipis d'Alcamo (TP), Altofonte, Bisacquino, Borgetto, Calatafimi-Segesta (TP), Camporeale, Carini, Contessa Entellina, Corleone, Giardinello, Gibellina (TP), Godrano, Marineo, Montelepre, Palerm, Partinico, Piana degli Albanesi, Poggioreale (TP), Roccamena, San Cipirello, San Giuseppe Jato, Santa Cristina Gela i Torretta.

## Llocs d'interès
- Abadia de Monreale, al seu interior es conserva una impressionant decoració a base de marbres, pintures i sobretot mosaics dels segles xii i xiii.

## Administració
| Període | Identitat         | Partit      |
| ------- | ----------------- | ----------- |
| 2006-   | Filippo Di Matteo | Centredreta |